# Air Force Cross (Vereinigtes Königreich)
Das Air Force Cross (AFC) ist als militärische Auszeichnung Teil des britischen Ordenssystems, die an Angehörige der Streitkräfte des Vereinigten Königreichs für „eine Handlung oder mehrere Handlungen von Tapferkeit, Heldenmut oder dienstlicher Hingabe während der Fliegerei, allerdings nicht während aktiver Operationen gegen den Feind“ verliehen wird. Die Auszeichnung wurde in der Vergangenheit auch an Offiziere aus anderen Staaten des Commonwealth of Nations verliehen. Anstelle eines weiteren AFC wird eine Spange (Bar) verliehen.

## Geschichte und Insignien
Die Auszeichnung wurde am 3. Juni 1918 gestiftet und ursprünglich an Berufsoffiziere und Warrant Officers der Royal Air Force (RAF) verliehen. In den letzten Kriegsmonaten des Ersten Weltkrieges wurden rund 680 AFC verliehen.
Während des Zweiten Weltkrieges wurde die Verleihung auch auf Fliegeroffiziere der British Army und die Royal Navy ausgeweitet. Während des Zweiten Weltkrieges kam es zur Verleihung von 2.001 AFC sowie von 26 Spangen anstelle eines weiteren AFC. Nach der Abschaffung der Air Force Medal (AFM) 1993 wurde die Verleihung auch auf andere Dienstgrade erweitert. Das AFC wurde in der Vergangenheit 58 mal an Angehörige des Commonwealth vergeben.
Die Träger des Air Force Cross führen den Namenszusatz (Post-Nominal) AFC.
| Air Force Cross | Air Force Cross | Air Force Cross      |
|                 | AFC             | AFC und Spange (Bar) |
| --------------- | --------------- | -------------------- |
| 1918–1919       |                 |                      |
| seit 1919       |                 |                      |